# Saison 1 de Pretty Little Liars (2022)
Chronologie
Saison 2
Pretty Little Liars: Original Sin, ou Les Menteuses : Péché originel au Québec, est la première saison de la série télévisée américaine Pretty Little Liars (2022).
Cet article présente le guide des épisodes de cette première saison.

## Synopsis
En 1999, la ville de Millwood en Pennsylvanie est frappée par la mort tragique d'Angela Waters, âgée de 18 ans, lors d'une fête pour le réveillon du Nouvel An.
Vingt-deux ans plus tard, Davie Adams, qui était présente à la soirée, se suicide, laissant derrière elle sa fille enceinte, Imogen.
Un mois après le décès de sa mère, Imogen fait son retour au lycée où elle est régulièrement la cible des piques de Karen Beasley, son ancienne meilleure amie. Elle commence alors à se rapprocher de plusieurs camarades : Tabitha Haworthe, la fille cinéphile d'une amie de sa mère qui la recueillie ; Faran Bryant, une danseuse perfectionniste ; Minnie Honrada, une jeune fille timide qui se cache derrière son ordinateur ; et Noa Olivar, qui sort fraîchement d'un établissement pénitentiaire pour mineurs.
Parallèlement, les filles vont devenir la cible d'un mystérieux tortionnaire, bien décidé à les faire payer pour leurs péchés, ainsi que pour ceux de leurs mères, qui étaient amies et présentes le soir de la mort d'Angela Waters.

## Généralités
- Aux États-Unis, la saison a été diffusée entre le 28 juillet et le 18 août 2022 sur le service HBO Max.
- Au Canada et au Québec, elle a été diffusée en simultanée sur le service Crave[1].
- En France, elle a été mise en ligne intégralement le 1er décembre 2022 sur le service Prime Video.
- En Belgique et au Luxembourg, elle a été mise en ligne intégralement le 11 juin 2024 sur HBO Max
- Elle reste pour le moment inédite en Suisse.

## Distribution

### Acteurs principaux
- Bailee Madison (VF : Alexia Papineschi) : Imogen Adams
- Chandler Kinney (VF : Esthèle Dumand) : Tabitha « Tabby » Haworthe
- Zaria (VF : Amélia Ewu) : Faran Bryant
- Malia Pyles (VF : Joséphine Ropion) : Minnie « Mouse » Honrada
- Maia Reficco (es) : Noa Olivar
- Mallory Bechtel : Karen / Kelly Beasley
- Sharon Leal (VF : Annie Milon) : Sidney Haworthe
- Elena Goode (VF : Ethel Houbiers) : Marjorie Olivar
- Eric Johnson (VF : Loïc Guingand) : le shérif Tom Beasley
- Alex Aiono (VF : Clément Moreau) : Shawn Noble
- Lea Salonga : Elodie Honrada

### Acteurs récurrents
- Carly Pope (VF : Nathalie Spitzer) : Davie Adams 
  - Ava DeMary : Davie adolescente
- Zakiya Young (VF : Virginie Emane) : Corey Bryant
  - Kristian Mosley (VF : Marine Lemonnier) : Corey adolescente
- Kristen Maxwell (VF : Faustine Legrand) : Sidney adolescente
- Sarah-Anne Martinez : Marjorie adolescente
- Emily Bautista : Elodie adolescente
- Gabriella Pizzolo (en) (VF : Marine Duhamel) : Angela Waters
- Jordan Gonzalez : Ash Romero
- Elias Kacavas (VF : Arthur Raynal) : Greg
- Carson Rowland (VF : Maxime Baudouin) : Chip Langsberry
- Ben Cook (VF : Nicolas Pluyaud) : Henry
- Lilla Crawford : Sandy
- Brian Altemus : Tyler Marchand
- Derek Klena (en) : Wes
- Alexander Chaplin (VF : Stéphane Miquel) : Steve
- Kate Jennings Grant (en) (VF : Pascale Vital) : Mme Giry
- Barbara Tirrell : Mme Murray
- Robert Stanton : Marshall Clanton
- Cristala Carter (VF : Daria Levannier) : l'infirmière Simmons
- Anthony Ordonez : M. Gardner
- Jeffrey Bean : M. Smithee
- Benton Greene : Zeke Bryant
- Jennifer Ferrin (en) (VF : Laura Zichy) : Martha Beasley
- Kim Berrios Lin (VF : Marine Lemonnier) : Shirley Honrada
- Michael Maize (VF : Christophe Desmottes) : Joseph Englund

## Épisodes

### Épisode 1:Chapitre un: Retour au lycée
- États-Unis /  Canada : 28 juillet 2022 sur HBO Max / Crave
- France : 1er décembre 2022 sur Prime Video
- Belgique /  Luxembourg : 11 juin 2024 sur HBO Max

### Épisode 2:Chapitre deux: La reine du lycée
- États-Unis /  Canada : 28 juillet 2022 sur HBO Max / Crave
- France : 1er décembre 2022 sur Prime Video
- Belgique /  Luxembourg : 11 juin 2024 sur HBO Max

### Épisode 3:Chapitre trois: Le Sanctuaire
- États-Unis /  Canada : 28 juillet 2022 sur HBO Max / Crave
- France : 1er décembre 2022 sur Prime Video
- Belgique /  Luxembourg : 11 juin 2024 sur HBO Max

### Épisode 4:Chapitre quatre: Punir les coupables
- États-Unis /  Canada : 4 août 2022 sur HBO Max / Crave
- France : 1er décembre 2022 sur Prime Video
- Belgique /  Luxembourg : 11 juin 2024 sur HBO Max

### Épisode 5:Chapitre cinq: La soirée d'Halloween
- États-Unis /  Canada : 4 août 2022 sur HBO Max / Crave
- France : 1er décembre 2022 sur Prime Video
- Belgique /  Luxembourg : 11 juin 2024 sur HBO Max

### Épisode 6:Chapitre six: Cicatrices
- États-Unis /  Canada : 11 août 2022 sur HBO Max / Crave
- France : 1er décembre 2022 sur Prime Video
- Belgique /  Luxembourg : 11 juin 2024 sur HBO Max

### Épisode 7:Chapitre sept: La fête foraine
- États-Unis /  Canada : 11 août 2022 sur HBO Max / Crave
- France : 1er décembre 2022 sur Prime Video
- Belgique /  Luxembourg : 11 juin 2024 sur HBO Max

### Épisode 8:Chapitre huit: Thanksgiving
- États-Unis /  Canada : 18 août 2022 sur HBO Max / Crave
- France : 1er décembre 2022 sur Prime Video
- Belgique /  Luxembourg : 11 juin 2024 sur HBO Max

Imogen et Tabby parlent du viol qu’elles ont subies aux filles en supposant un lien avec ce qui est arrivé à Angela. Elles se rendent ensuite chez Crazy Joe pour lui demander s’il sait quelque chose à propos de la 6ème signature du registre des visites. Il s’emporte et les prévient qu’elles courent un grave danger si elles ne cessent pas leurs recherches. 
Les filles veulent profiter de la prochaine collecte de sang au lycée pour trouver l’ADN correspondant à celui du bébé d’Imogen.
Le proviseur explique à Tabby qu’elle ne peut pas diffuser son court-métrage au vu du sujet délicat qu’il traite. 
Le professeur Giry expose à Faran qu’elle compte repousser à 1 an la représentation de « Giselle » à cause de sa scoliose. 
Noa explique à Shawn que les filles ont été agressées et lui confie les intentions du groupe lors de la collecte de sang. Shawn lui dit que les sportifs ne donneront pas leur sang car certains prennent des stéroïdes et ne voudraient pas prendre le risque de se faire renvoyer de l’équipe de foot.
En réponse à cela, les filles récupèrent de l’ADN des sportifs dans les vestiaires. 
Si l’ADN ne correspond pas avec un membre de l’équipe de foot, alors il pourrait correspondre à celui d’un autre lycéen lors de la collecte de sang.
Une fois la collecte faite, Noa confie les échantillons de sang à sa mère qui pourra procéder aux tests à l’hôpital avec des résultats sous deux semaines.
La mère de Tabby se souvient du soir où sa fille est rentrée de la soirée dans les bois, et fouille dans sa chambre pendant que Tabby est en boîte avec le reste des filles. 
Lorsqu’elle rentre, sa mère lui montre une vidéo prise des vestiaires des garçons sur son ordinateur et lui demande des comptes. 
Les deux se disputent et Tabby lui demande de jouer cartes sur table en retour, mais sa mère reste mutique, ne voulant rien lui dire sur ce qui s’est passé en 1999. 
Mouse découvre que le nom de son père biologique est Aaron Stevens. 
Elle se rend chez  lui afin de faire connaissance mais il la rejette. 
Noa passe la thangsgiving chez Shawn. Elle en profite pour vérifier s’il prend lui aussi des stéroïdes, et en trouve dans son sac de sport. 
Imogen se rend à la maison des Waters dans l’espoir d’y trouver la mère d’Angela et lui parler. 
Elle y decouvre une cage à taille humaine, ainsi que le masque du tueur « A ».
Au moment de s’enfuir, Crazy Joe rentre dans la maison et se met à poursuivre Imogen dans la maison armé d’un couteau. 
Imogen se réfugie dans une chambre et y trouve le squelette décomposé d’une femme. 
Tabby dévoile à sa mère qu’elle s’est faite agressée. 
Kelly embrasse Greg et lui demande de l’appeler « Karen ».
Imogen raconte l’incident à la maison des Waters au groupe et elles se rendent toutes là-bas armés de couteau. 
Elle n’y trouvent ni le cadavre ni Crazy Joe. Elles se retrouvent alors aux wagons où il habite et le retrouvent pendu, avec un mot laissé « Angela Waters n’est pas morte en vain ». 
Elles y retrouvent également l’album photo de la mère d’Imogen qui avait disparu. 
Tabby et Imogen constatent que les photos des mères du groupe de filles sont barrées, et que la fameuse 6ème signature provenait de Crazy Joe. 

### Épisode 9:Chapitre neuf: Mort et enterré
- États-Unis /  Canada : 18 août 2022 sur HBO Max / Crave
- France : 1er décembre 2022 sur Prime Video
- Belgique /  Luxembourg : 11 juin 2024 sur HBO Max

### Épisode 10:Chapitre dix: "A"
- États-Unis /  Canada : 18 août 2022 sur HBO Max / Crave
- France : 1er décembre 2022 sur Prime Video
- Belgique /  Luxembourg : 11 juin 2024 sur HBO Max